# Савчук Юрій
Савчук Юрій (1865-?) — український буковинський журналіст, видавець і редактор місячника «Селянинъ» (1895 — 96) і «Народный ВЂстникъ» (1899 — 1900) у Нових Мамаївцях, співредактор тижневиків «Буковински ВЂдомости» (1895) у Чернівцях і віденської «Русскої Правди» (1892).